# Arméns stabs- och sambandsskola
Arméns stabs- och sambandsskola (StabSbS) var en truppslagsskola för signaltrupperna inom svenska armén som verkade i olika former åren 1965–2000. Förbandsledningen var förlagd i Enköpings garnison i Enköping.

## Historik
Arméns stabs- och sambandsskola bildades 1965 på grundval av den genom 1942 års försvarsbeslut inrättade Arméns signalskola, vilken sedan 1958 var förlagd till Uppsala garnison. Då Upplands regemente (S 1) 1982 omlokaliserades till Enköping garnison följde även Arméns stabs- och sambandsskola jämte andra anknutna verksamheter med till den nya förläggningsorten. 
I samband med försvarsutredning 1988 kom truppslagsinspektörerna med truppslagsavdelningar i arméstaben att slås samman med arméns strids- och skjutskolor samt med övriga truppslagsskolor, vilka bildade så kallade truppslagscentra. Denna omstrukturering resulterade i att arméns skolor avvecklades och att de nyuppsatta truppslagscentren övertog ansvaret för utbildningen vid skolorna. Arméns stabs- och sambandsskola kom därvid att uppgå i det nybildade Arméns lednings- och sambandscentrum (LSC), och blev där en organisatoriskt en del av det nya truppslagscentrumet.
Genom försvarsbeslutet 1996 kom arméns samtliga truppslagscentra att avvecklas den 31 december 1997, och dessas uppgifter övertogs av Armécentrum (ArméC). Detta ledde till att Arméns lednings- och sambandscentrum avvecklades som enhet, och att Arméns stabs- och sambandsskola åter blev ett självständigt förband. Den 31 december 1998 avvecklades dock Arméns stabs- och sambandsskola, och uppgick den 1 januari 1999 i det nybildade Ledningscentrum (LedC), Ledningscentrum kom dock att avvecklas den 30 juni 2000, och den totalförsvarsanknutna verksamhet vid centret övertogs och inordnades som Ledningsstridsskolan inom Upplands regemente (S 1).

## Verksamhet
De huvudsakliga uppgiftena för StabSbS var:
- grundutbildning av yrkes- och reservofficerare inom signaltrupperna
- vidareutbildning av yrkes- och reservofficverare inom samtliga truppslag och försvarsgrenar
- utbildning av sambandschefer och signalskyddspersonal inom totalförsvaret
- utbildning av värnpliktiga stabs- och transportledningsassistenter (plutonsbefäl)

## Ingående enheter
StabSbS bestod i mitten av 1980-talet av följande underenheter:
- Utbildningsavdelning
- Utvecklingsavdelning (utveckling av system, material och metoder för stabsarbete inom fältstaber)
- Totalförsvarets signalskyddsskola (TSS); inordnad under detta namn i StabSbS 1968, utgjorde dessförinnan Statens Signalskyddsnämnds skola (SNS)[6]
- Signaltruppernas officershögskola (SignOHS)
- Sambandskursavdelning
- Stabskursavdelning; grundutbildning av värnpliktiga stabsassistenter för armén och kustartilleriet samt av transportledningsassistenter för armén; utgjorde 10 kompani vid garnisonen
- Ledningsträningavdelning

## Förläggningar och övningsplatser
I Uppsala var skolan förlagd till Kasern 1 vid Polacksbacken och Kanslihuset vid före detta Upplands artilleriregemente, vid Dag Hammarskjölds väg. Efter att skolan omlokaliserades 1982 till Enköping garnison, uppfördes där där bland annat ett 1.500 m2 stort skolhus och två stabsövningshallar om totalt 4.000 m2. De senare möjliggjorde stabsövningar med upp till 1.500 samtidiga deltagare.

## Heraldik och traditioner
Skolan övertog 1976 den förbandsmarsch som 1953 fastställdes för Signalregementet, och från 1957 Upplands signalregemente. Efter att skolan upplöstes, övertogs den av det nybildade Ledningsskolan.

## Förbandschefer
- 1965–1974: Bertil Hedberg
- 1974–1976: Bengt Sylvén
- 1976–1984: Arne Flygare
- 1984–1989: Kurt Olofsson
- 1989–1992: Överste Nils Carlström
- 1992–1993: Överste Hasse Kvint
- 1994–2000: Överstelöjtnant Begnt-Åke Gelin
- 1994–1997: Överstelöjtnant Åke Persson

## Namn, beteckning och förläggningsort
| Arméns stabs- och sambandsskola | 1965-07-01 | – | 1997-12-31 |
| Stabs- och sambandsskolan       | 1998-01-01 | – | 2000-06-30 |

| StabSbS | 1965-07-01 | – | 2000-06-30 |

| Uppsala garnison (F)   | 1965-07-01 | – | 1982-05-17 |
| Enköpings garnison (F) | 1982-05-18 | – | 2000-06-30 |

## Galleri

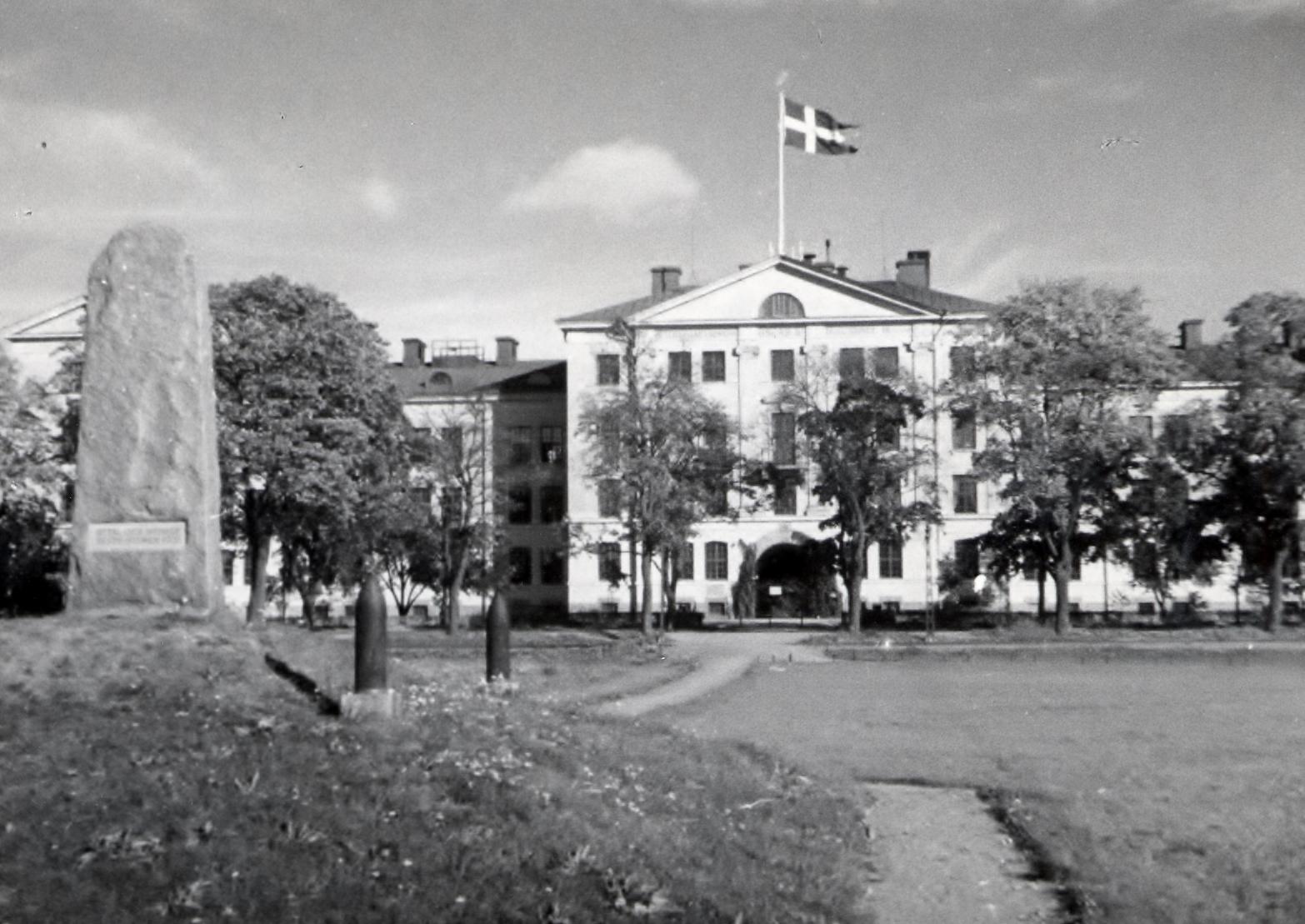
Vy över kanslihuset vid Dag Hammarskjölds väg.
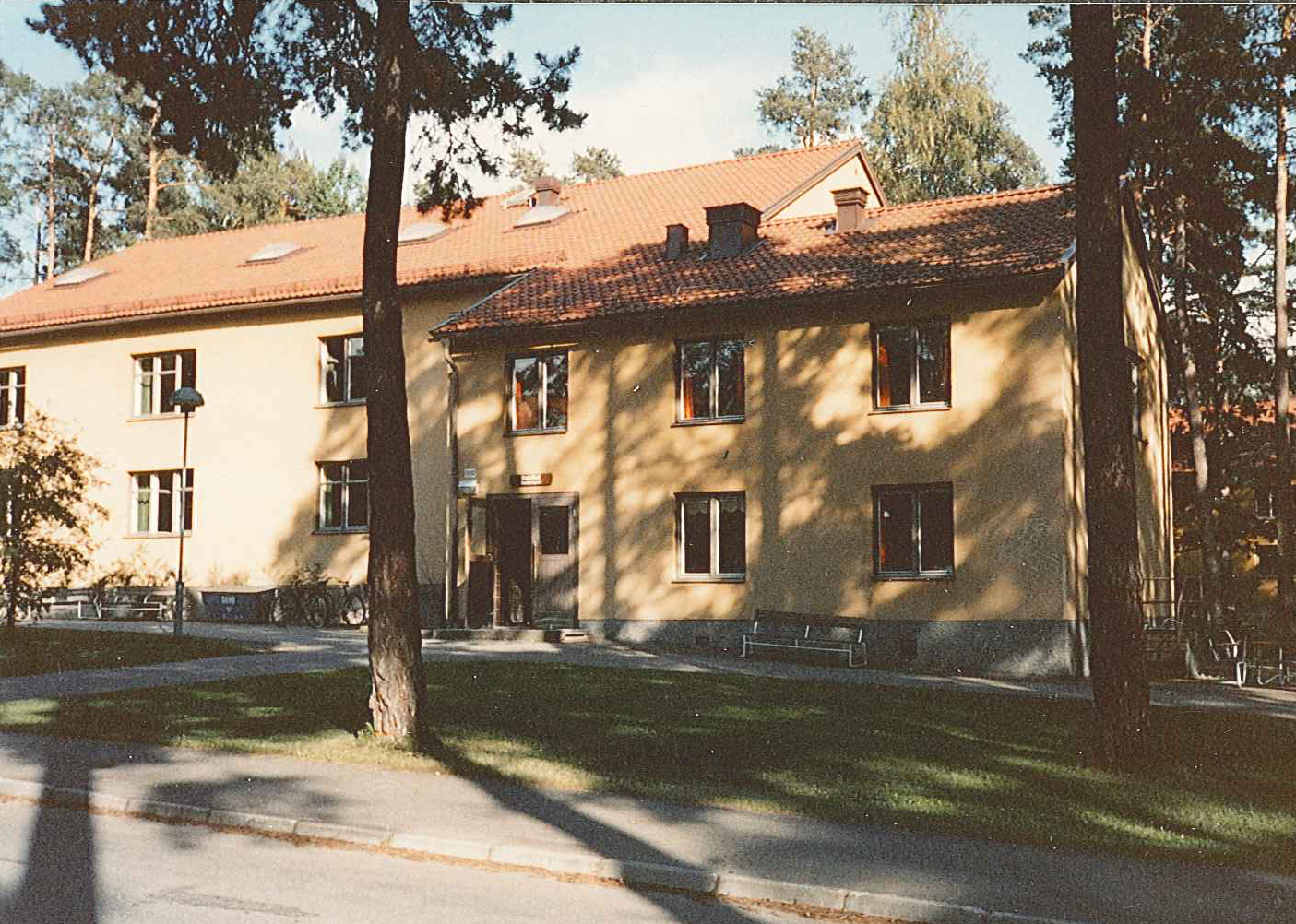
Arméns stabs- och sambandsskolas kaserner för värnpliktiga stabsassistenter (10 kompaniet), 1987.